# Kejser Yingzong af Song
Kejser Yingzong af Song (også Kejser Ying-tsung, kinesisk:  英宗; født 16. februar 1032, død 25. januar 1067) var den femte kejser i Song-dynastiet i Kina. Hans personlige navn var oprindeligt Zhao Zongshi, hvilket han dog ændrede til Zhao Shu. Hans regeringsperiode var 1063 - 1067. Hans tempelnavn betyder "Uovertruffen talentfuld forfader". 
I 1055 blev kejser Renzong syg, og eftersom kejser Renzong ikke havde overlevende sønner, udgjorde dette en trussel mod tronfølgen. På foranledning af sine embedsmænd accepterede Renzong, at to sønner af kejserlige adelsmænd, hvoraf Yingzong var den ene, blev bragt ind i hoffet. Yingzong var Zhao Yunrangs trettende søn. Zhao Yunrang var som øverste leder af det Kejserlige kontor for klanforhold periodens vigtigste embedsmand og voksede op i hoffet som potentiel arvtager efter kejser Zhenzong, indtil Renzong blev født i 1010. 
Yingzong var gift med kejserinde Gao. Da Yingzong var svagelig, var det dog ofte enkekejserinde Cao (enke efter kejser Renzong), der regerede.
Yingzongs regeringsperiode er kendt for stridigheder om, hvorvidt Yingzong udførte de korrekte ritualer overfor sin far. Yingzong var blevet adopteret af Renzong, som derfor i rituel forstand var Yingzongs far, og nogle embedsmænd ønskede derfor, at Zhao Yunrang, alene fik titlen "Kejserlig Onkel", men Yingzong tildelte sin biologiske far titlen "Kejserlig Forælder". Dette var ikke alene et tidligt tegn på konflikterne om ritualer under Xiaozongs (1127 - 1195) regeringstid, men også senere under Ming-dynastiet.
| Foregående: Kejser Renzong | Kinas kejsere under Song-dynastiet 1063 e.Kr. – 1067 e.Kr. | Efterfølgende: Kejser Shenzong |